# Basilique Saint-Denys d'Argenteuil
La basilique Saint-Denys d'Argenteuil est une église, titrée basilique mineure et sanctuaire diocésain par l'Église catholique, située à Argenteuil dans le département français du Val-d'Oise, et où est conservée une Tunique d'Argenteuil réputée selon la tradition être celle portée par le Christ lors de la Passion.

## Localisation
L'église est située dans le département français du Val-d'Oise et la commune d'Argenteuil à proximité du centre historique regroupant les vestiges classés de l'abbaye Notre-Dame, la chapelle Saint-Jean et une cave dimière réhabilitée pour les spectacles musicaux. Elle fait partie du doyenné d'Argenteuil.

## Histoire

### Contexte
Dès l'époque mérovingienne, Argenteuil accueille un monastère de femmes. Détruit par les invasions des Vikings, celui-ci n'est reconstruit qu'au XIe siècle et passe un siècle plus tard aux moines bénédictins de Saint-Denis qui en chassent les religieuses. À la fin de la guerre de Cent Ans qui affecte fortement la bourgade et son prieuré, une première église paroissiale est construite en 1449.

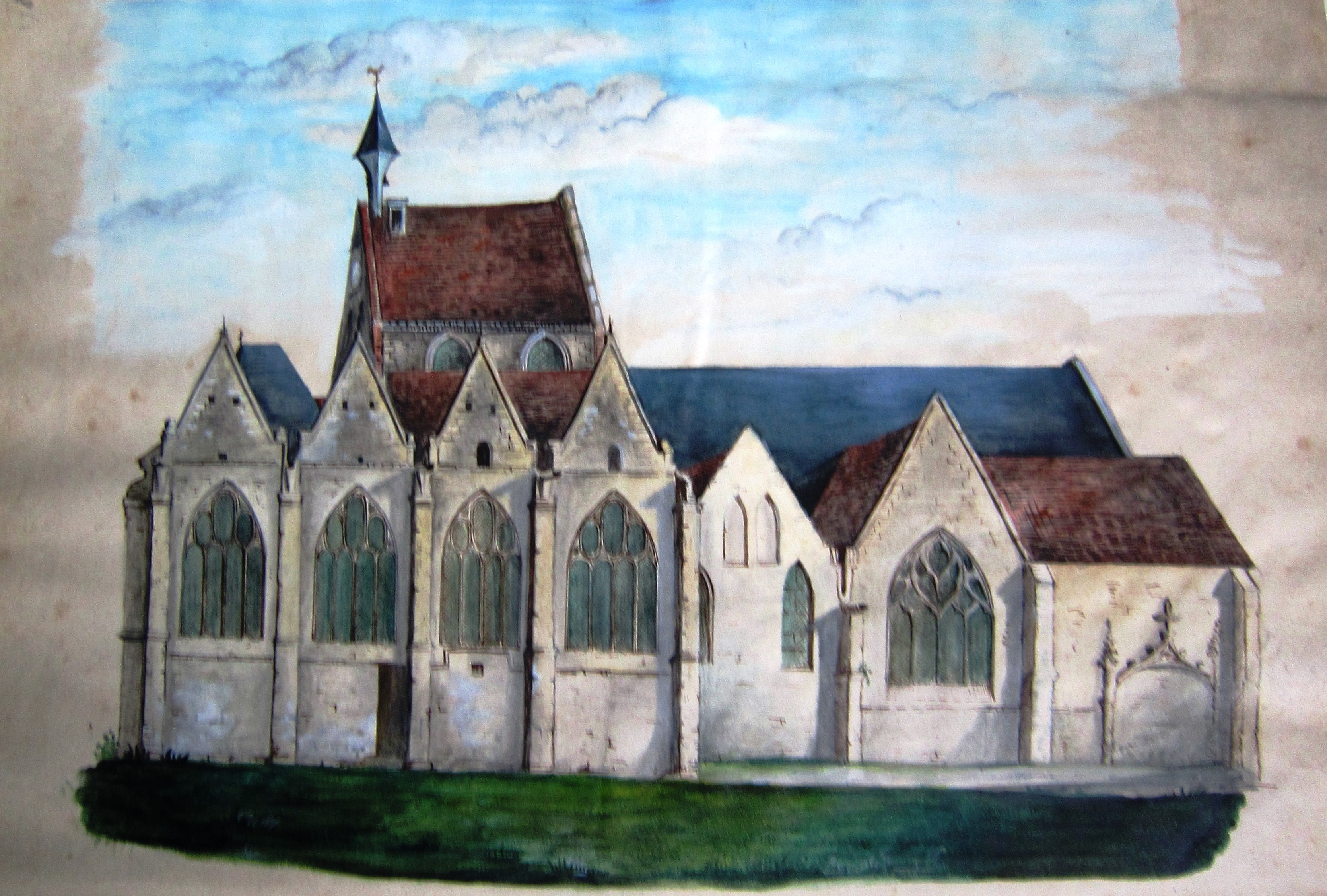
Ancienne église côté nord.
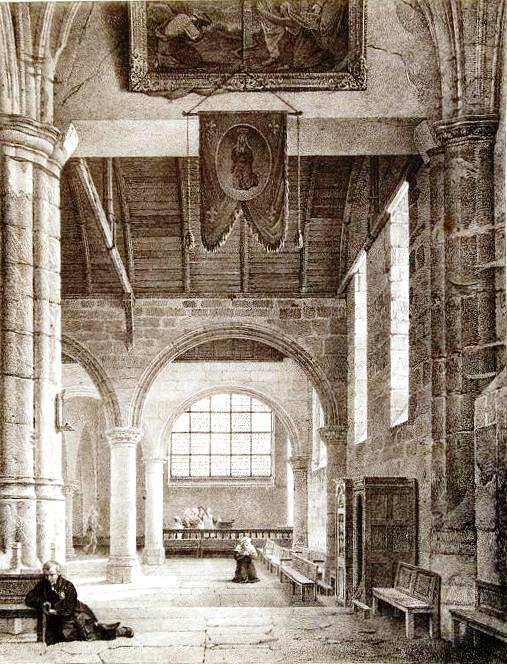
Vue intérieure.
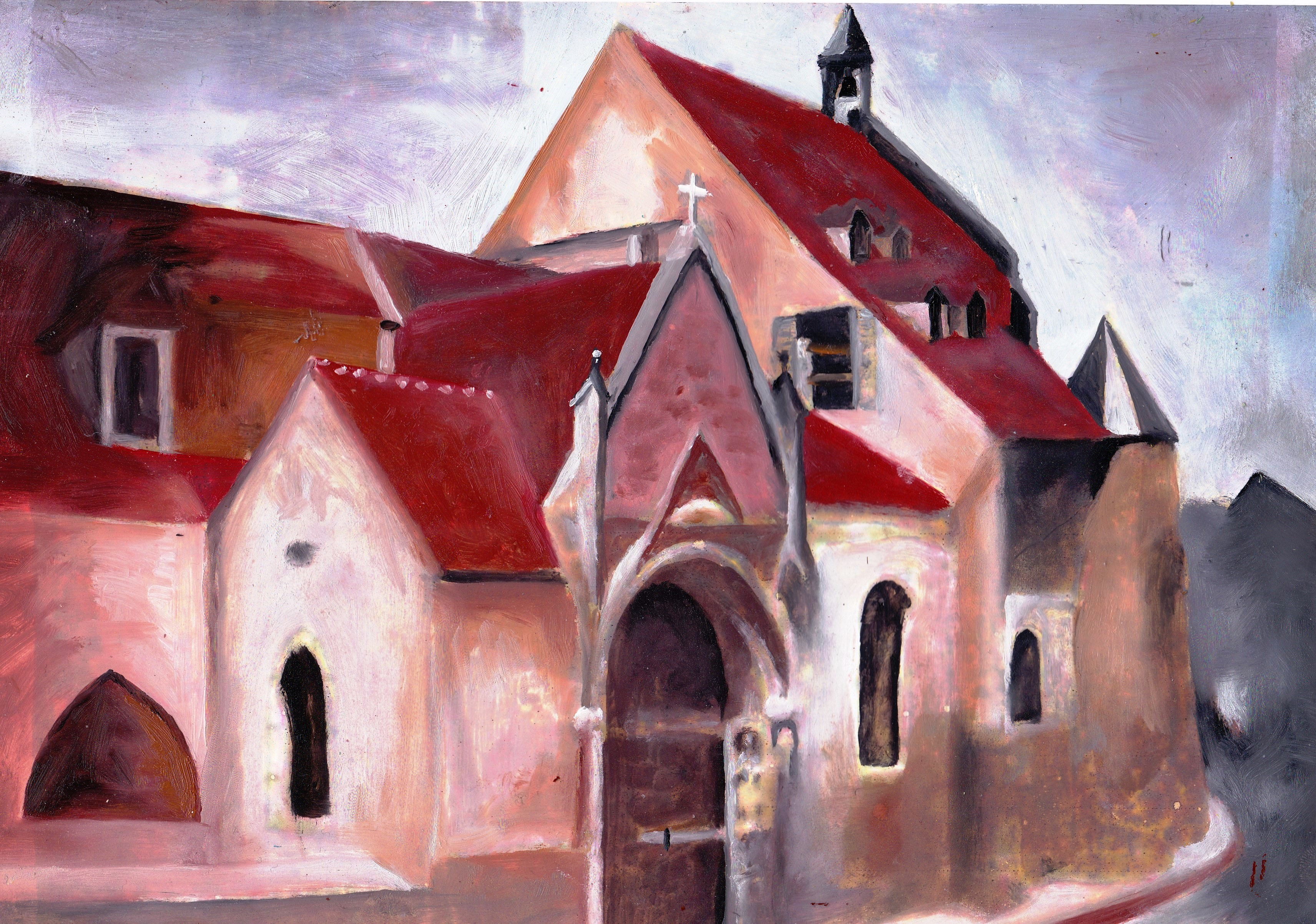
Ancienne église côté sud.

### Historique de l'édifice actuel
En 1865, sa vétusté impose son remplacement par l'édifice actuel ; la nature du terrain ne permet pas alors l'orientation classique est-ouest. L'église est consacrée le 22 avril 1866 et est érigée en basilique mineure en 1898 par le pape Léon XIII. L'église est victime des bombardements pendant la Seconde Guerre mondiale et tous ses vitraux, totalement détruits et remplacés depuis, sont postérieurs à l'année 1950. Le plus ancien est celui de saint Vincent dans la chapelle ouest du chevet.
Le 20 septembre 2015, Mgr Stanislas Lalanne, évêque de Pontoise et gardien de la Sainte Tunique, rétablit le titre de recteur pour le curé-doyen de la basilique et annonce une ostension exceptionnelle du 25 mars au 10 avril 2016 afin de marquer à la fois les 50 ans du diocèse de Pontoise, les 150 ans de la basilique et l'année sainte du Jubilé de la Miséricorde. Une conférence de presse postérieure et l'ouverture d'un site Internet dédié confirment la décision. Cette ostension exceptionnelle ayant attiré plus de 200 000 pèlerins, chiffre repris par diverses sources, Mgr Lalanne s'interroge devant ce succès sur l'opportunité d'augmenter dorénavant la cadence des ostensions.

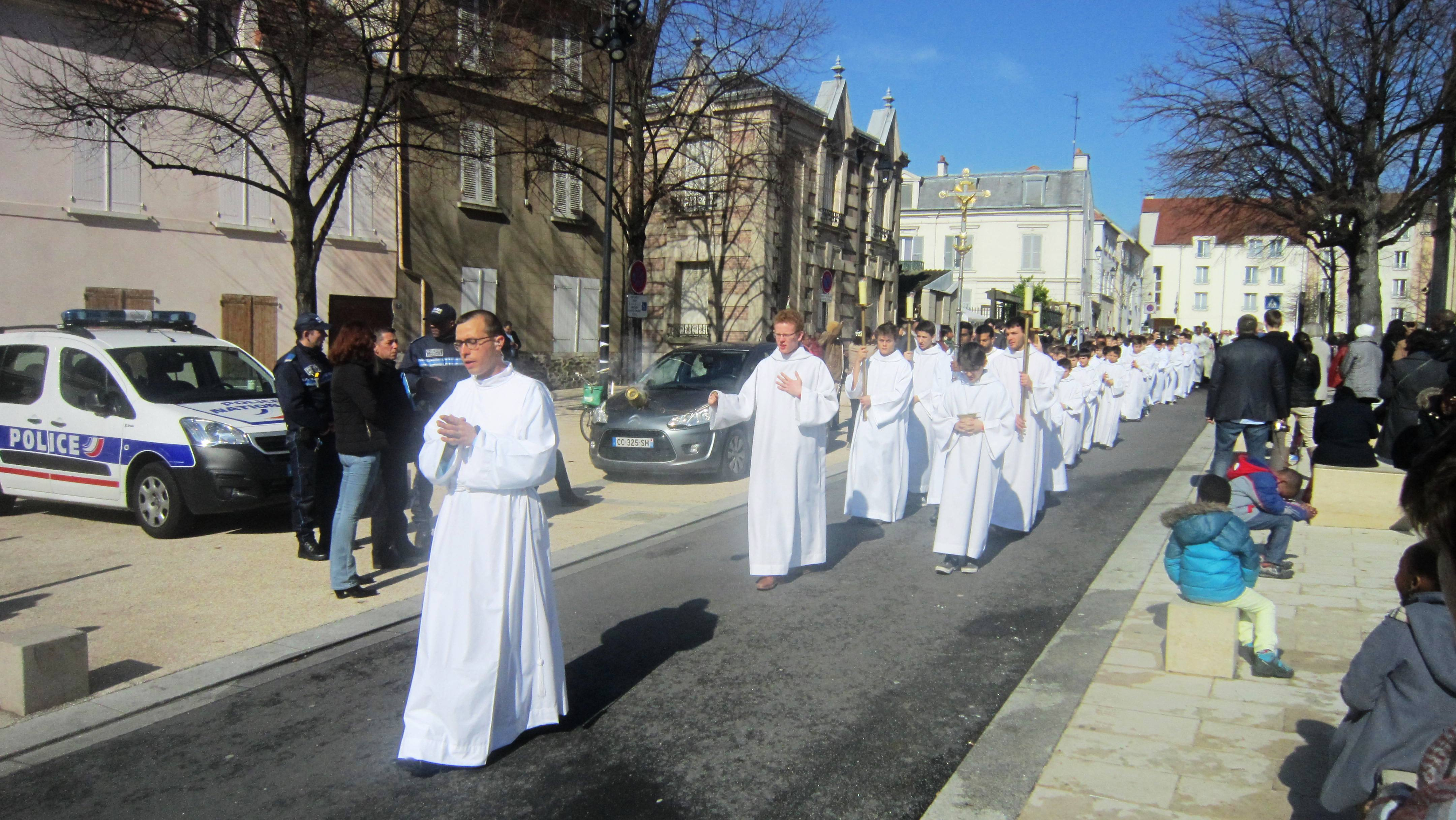
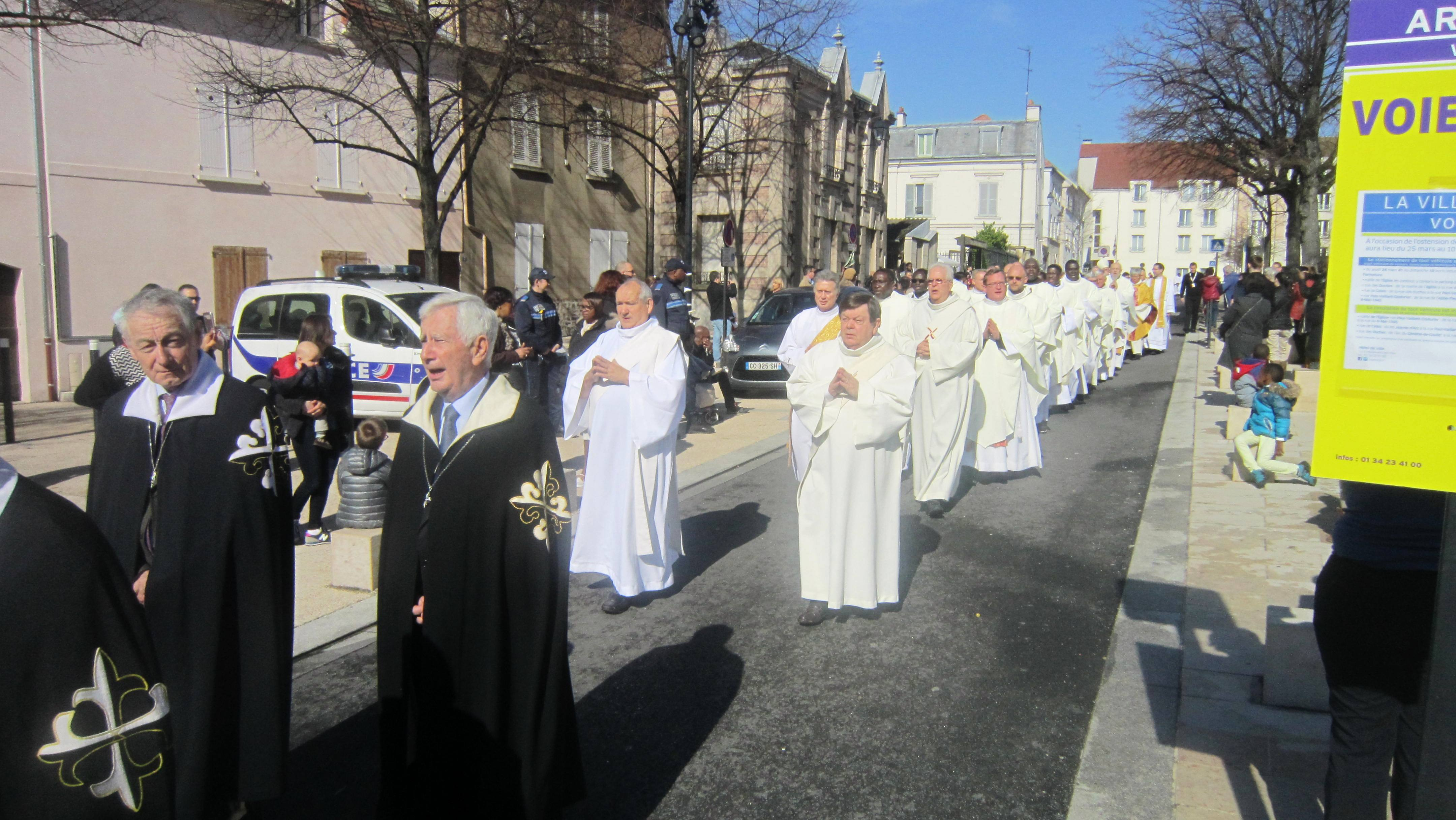
Célébration des 150 ans.
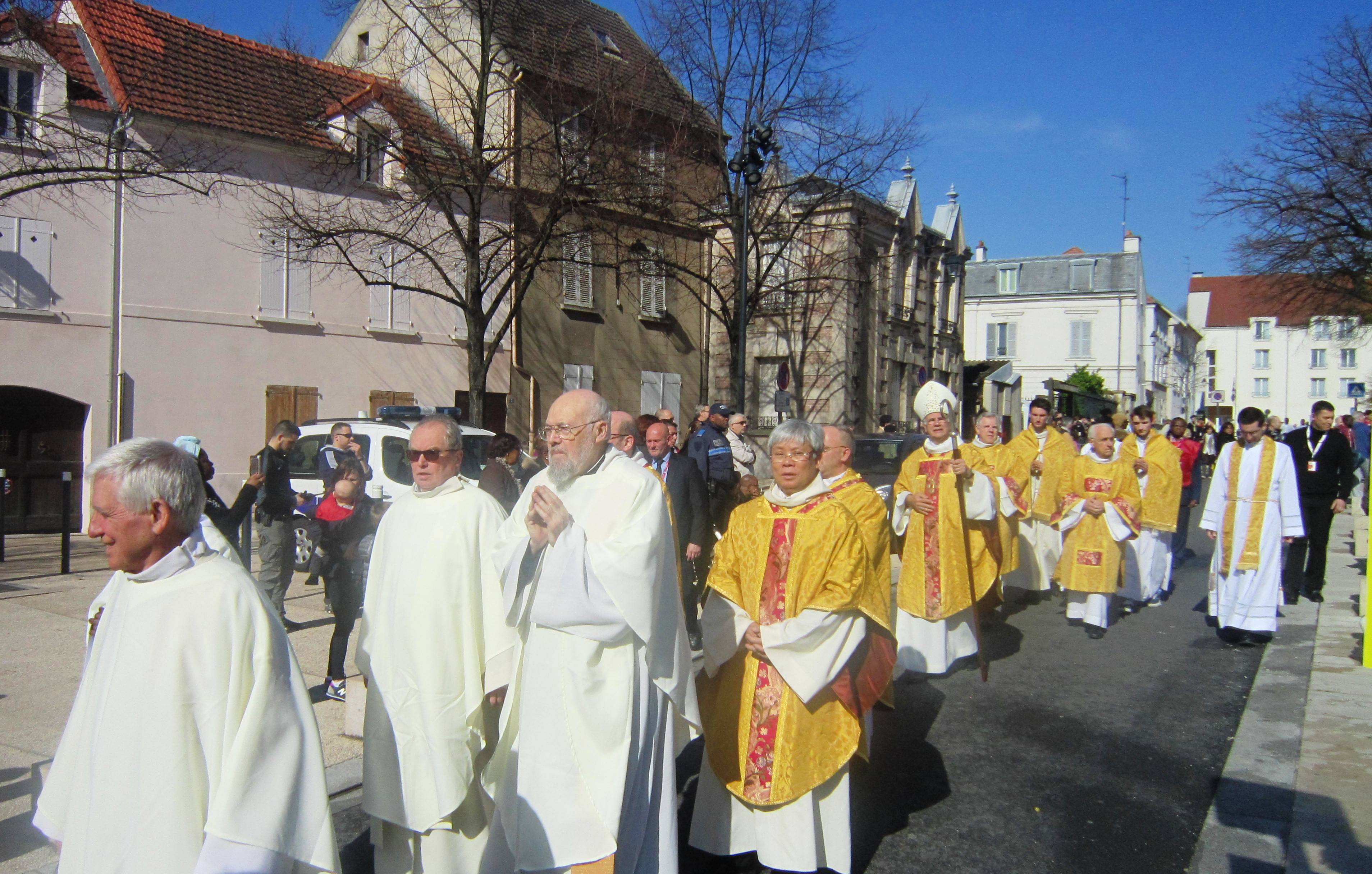

À partir de septembre 2024 et sur plusieurs semaines, la basilique Saint-Denys est victime d'actes antichrétiens dont la gravité n'a fait qu'augmenter. Un dessin obscène a d'abord été découvert sur le presbytère. Plus tard, une croix latine de haute valeur est prise pour cible. Plus tard encore, des excréments sont retrouvés dans l'une des chapelles du lieu de culte. À aucun moment les auteurs n'ont été retrouvés.

## Architecture

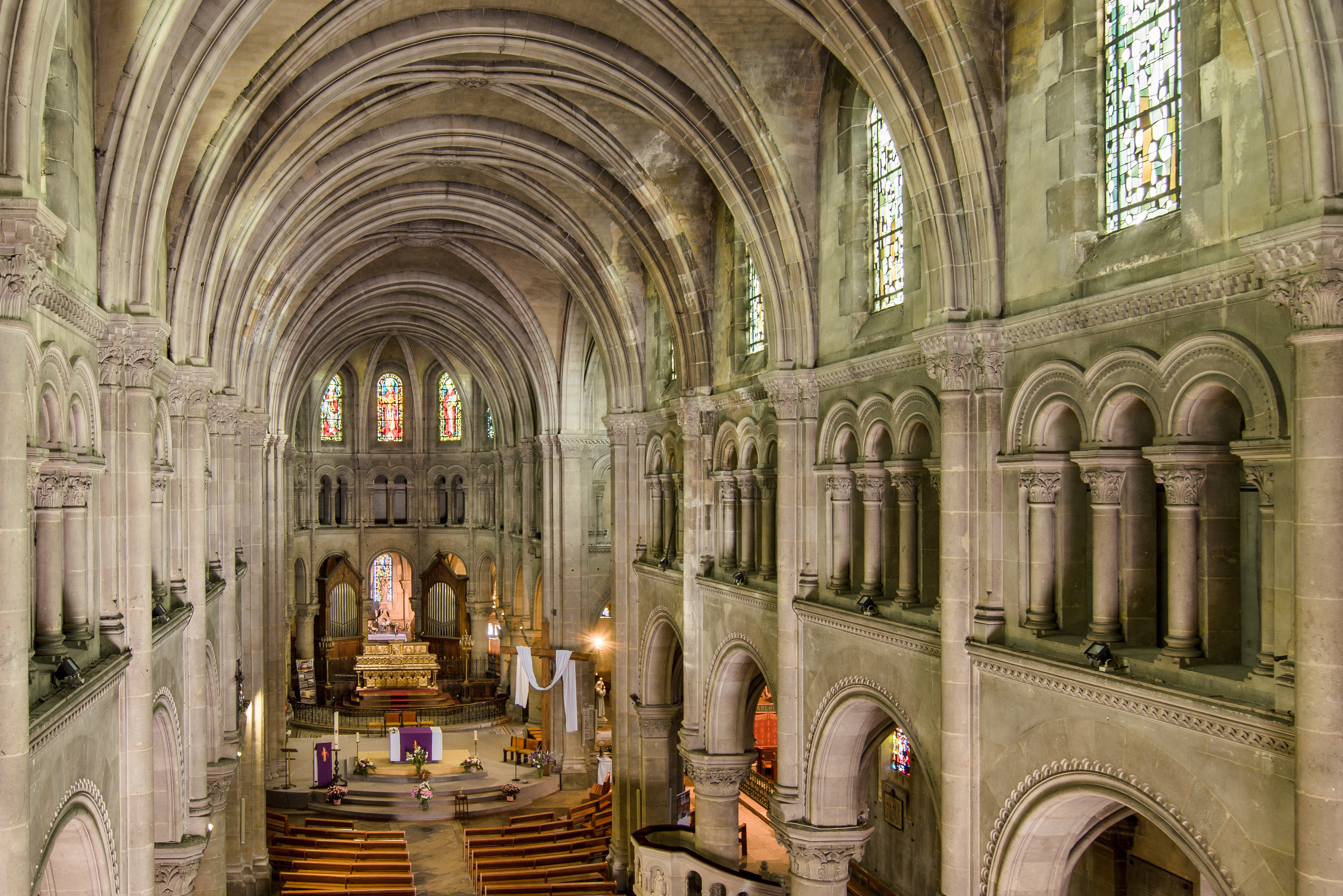
La nef de la basilique.

La basilique Saint-Denys est une église néo-romane précédée d'un triple porche monumental dont le clocher imposant s'élève à 57 mètres de hauteur. Construite au XIXe siècle par Théodore Ballu en remplacement d'un édifice du XVe siècle, elle est orientée nord-sud.
Son plan est celui d'une croix latine avec grande nef centrale composée de six travées d'ogives et de deux bas-côtés éclairés de riches vitraux qui se prolongent autour du chœur par un déambulatoire sur lequel débouchent trois chapelles rayonnantes. Elle présente une triple élévation : grandes arcades, triforium à mi-hauteur et une partie supérieure de fenêtres hautes largement vitrées de grisailles.
Le chœur comporte deux croisées se terminant par un sanctuaire en demi-cercle clos au niveau du sol par un banc de communion. Garni de stalles, le chœur accueille depuis la réforme du deuxième concile œcuménique du Vatican Vatican II un podium soutenant un autel tourné face au fidèles. Il débouche extérieurement sur deux salles annexes, celle située à l'est faisant office de sacristie et celle située à l'ouest étant aménagée en chapelle d'hiver. Lors de l'Ostension de 2016, la rénovation de ce podium a remis au jour une mosaïque représentant la Sainte Tunique, mosaïque que l'on peut admirer à travers un plancher vitré. 
Les ailes du transept sont occupées chacune par une chapelle monumentale à chevet plat percé chacun de deux vitraux et d'une grande rosace. L'aile droite, polychrome, est consacrée à la chapelle de la Sainte Tunique, qui en héberge le reliquaire dans un autel en lave de 1866. La sainte tunique est roulée sur elle-même, et les visiteurs n'en voient qu'un petit morceau à travers une petite vitre ronde. L'aile gauche est dédiée à saint Joseph.

## Mobilier

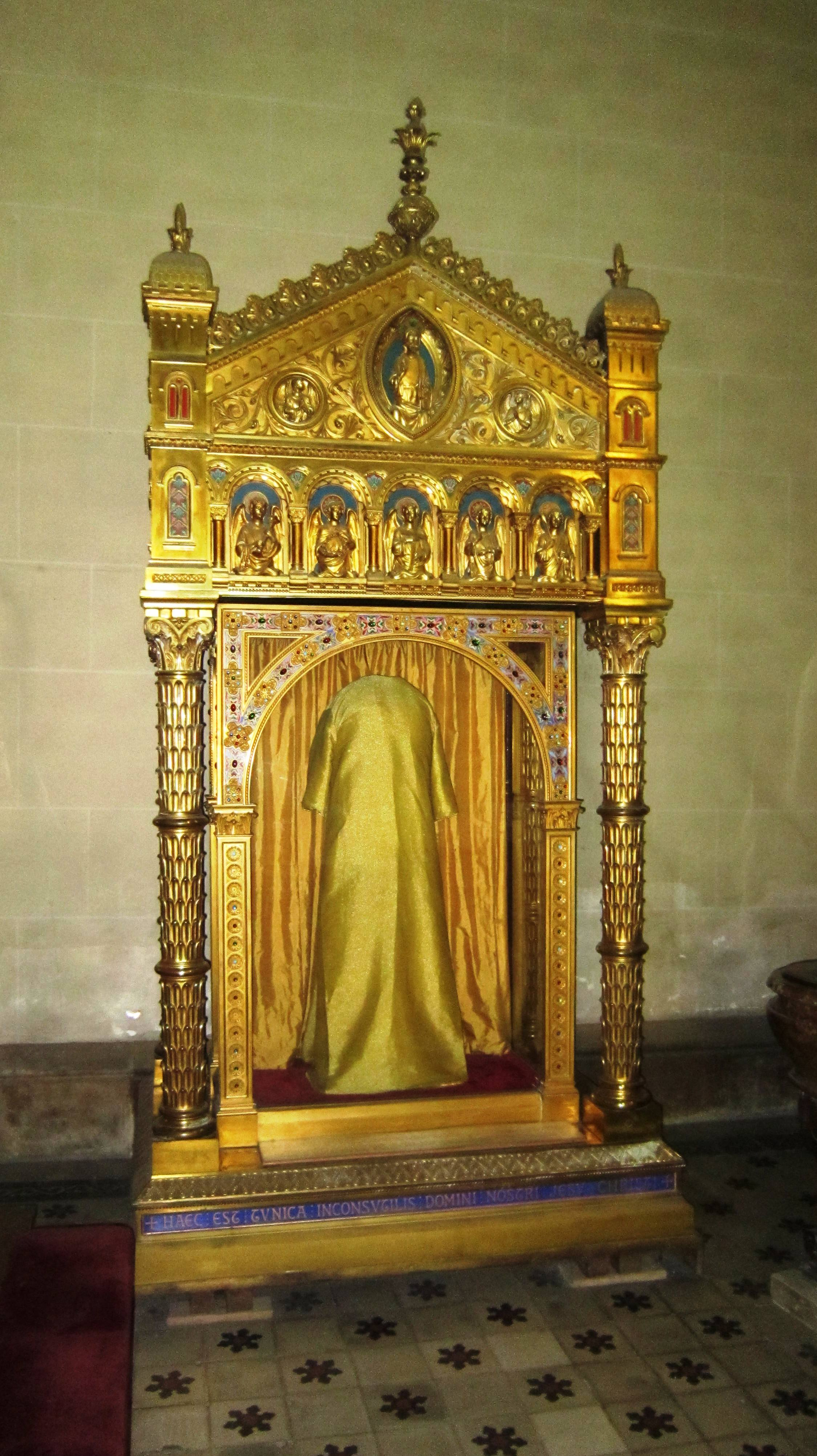
Châsse d'ostension.

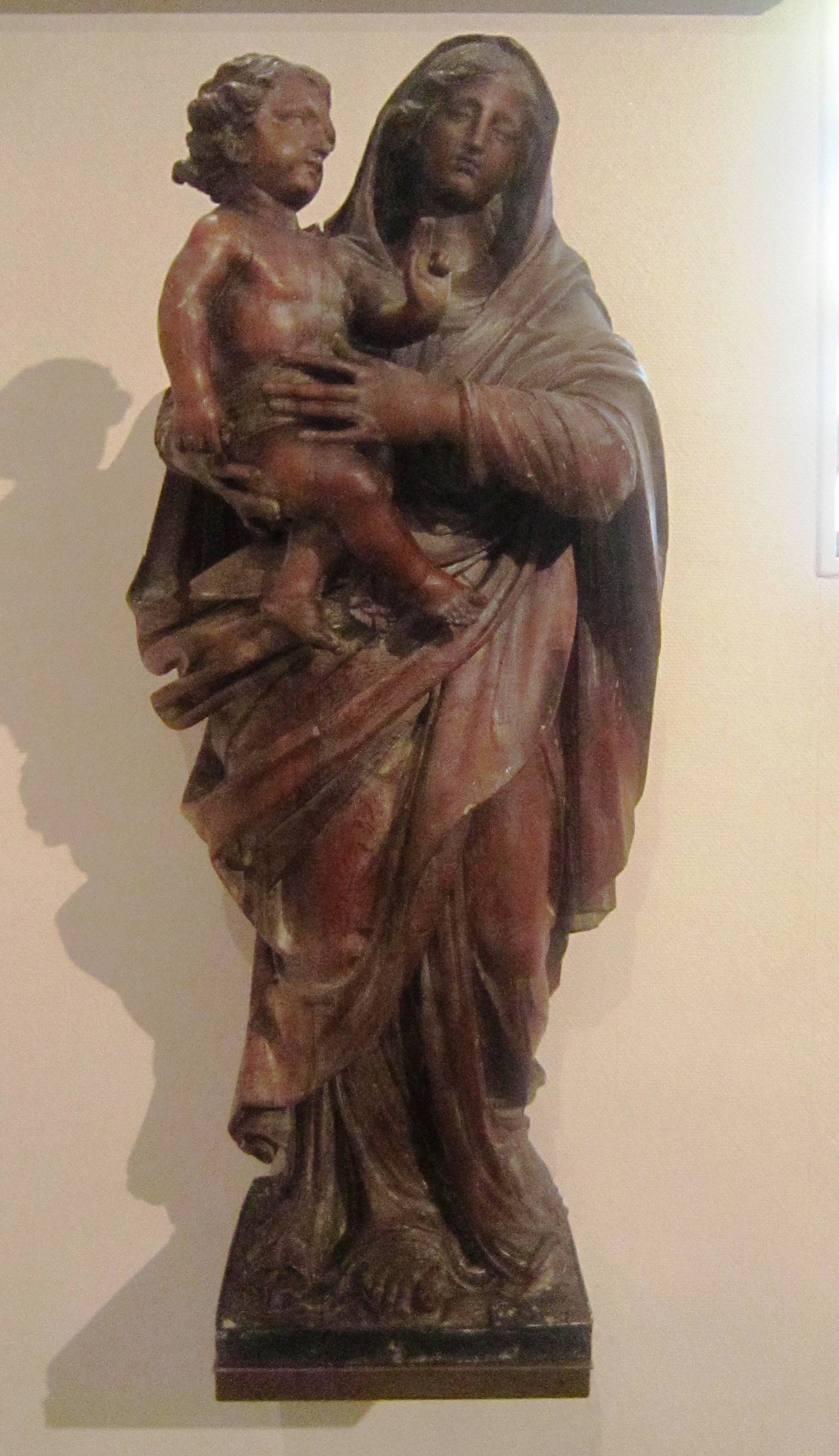
Notre-Dame d'Humilité.

Élevée au rang de basilique mineure le 23 août 1898 par un bref apostolique du pape Léon XIII, l'église abrite une série importante d'objets d'art religieux classés au titre des monuments historiques :
- la tunique d'Argenteuil  Classé MH (1979)[12], réputée être la Sainte Tunique, est l'objet d'une ostension solennelle tous les 50 ans. La dernière remonte à 2016 et la prochaine est actuellement en cours (18 avril - 11 mai 2025) ;
- sa châsse néo-gothique dorée et émaillée  Classé MH (1979)[13], réalisée en 1827 par Placide Poussielgue-Rusand et incluse dans le retable de l'aile est du transept est ;
- un plus petit reliquaire néo-roman de 1807  Classé MH (1979)[14], provenant de l'église primitive, inséré à l'intérieur de la châsse, qui laisse entrapercevoir la relique ;
- sur le côté nord de la chapelle un tableau monumental de Friedrich August Bouterwek  Classé MH (1996)[15], représentant la réception de la tunique au prieuré Notre-Dame en 803 ;
- le grand reliquaire d'ostension  Classé MH (1979)[16], réalisé en 1897 pour présenter au public la sainte tunique en pied, exposé dans la petite chapelle Ouest à l'entrée de la Basilique ;
- dans la même aile on relève un tableau monumental du XVIIIe siècle de Nicolas Guy Brenet  Classé MH (1992)[17], récemment restauré, représentant le martyre de saint Denis ;
- une Vierge à l'Enfant du XVIIe siècle en bois  Classé MH (1965)[18], provenant de l'ancienne église dite Notre-Dame-d'Humilité du nom de l'ancien monastère d'Argenteuil, exposée sur le pilier gauche de l'entrée du chœur ;
- une cloche du XVIIe siècle  Classé MH (1944)[19] ;
- un bâton de procession de la confrérie Notre-Dame-de-Liesse du XVIIIe siècle  Classé MH (1965)[20] semble déposé actuellement dans les fonds du musée d'Argenteuil.

On note également :
- le maître-autel en cuivre doré repoussé, décoré de pierres fines, réalisé en 1866 par l'orfèvre-bronzier Louis Bachelet, collaborateur de Viollet-le-Duc[21] ;
- le retable et l'autel (XVIIe siècle) de la chapelle ouest du chevet, issus de l'église de l'ancien hospice d'Argenteuil tenu par la Confrérie de la Charité fondée à Argenteuil dès 1634 par saint Vincent de Paul,
- le tableau qu'il encadre  Inscrit MH (2003) et récemment restauré, une Sainte Famille de l'école italienne du XVIIe siècle, provient de la Chapelle Saint Louis de l'Hôpital aménagée en 1718, au centre du bâtiment entre les 2 salles de malades, celle des femmes et celle des hommes.
- trois reliquaires du XVIIIe siècle  Inscrit MH (1997) contenant des reliques de saint Denys, de saint Boniface et de Marie-Madeleine ;
- les vitraux, datant des années 1950, dus aux maîtres verriers Max Ingrand et Jean Barillet[22], fils de Louis Barillet ;
- la pierre tombale de la famille de Honoré-Gabriel Riqueti de Mirabeau adossée au centre du chevet à l'extérieur de l'édifice[23].
- le tintinnabule et l'ombrellino à moitié ouvert, de part et d'autre du Maître Autel, insignes d'une basilique mineure.
- dans la chapelle d'hiver, une fresque récente (2019), peinte par l'iconographe italien Paolo Orlando représente la Crucifixion.

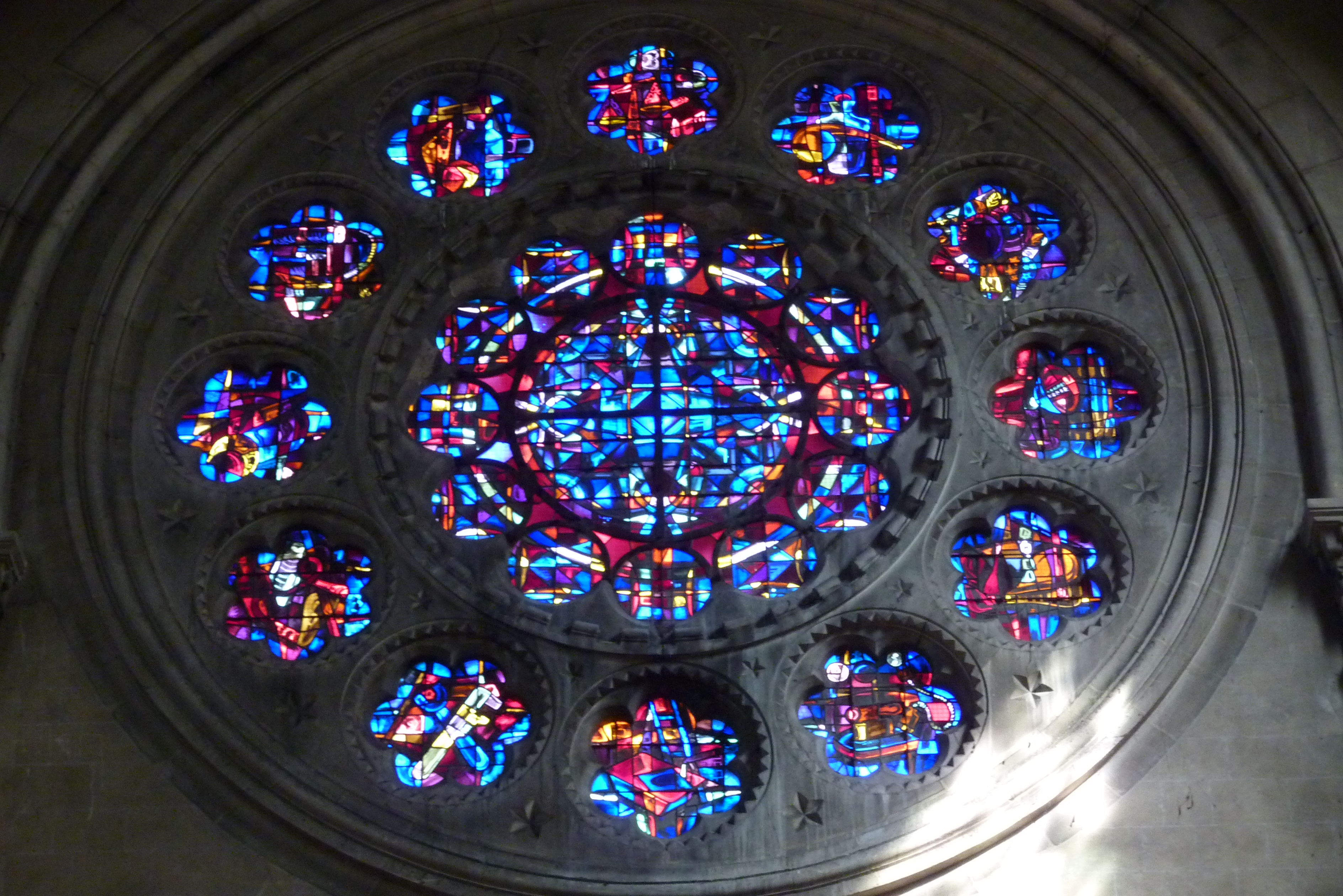
Rosace est.
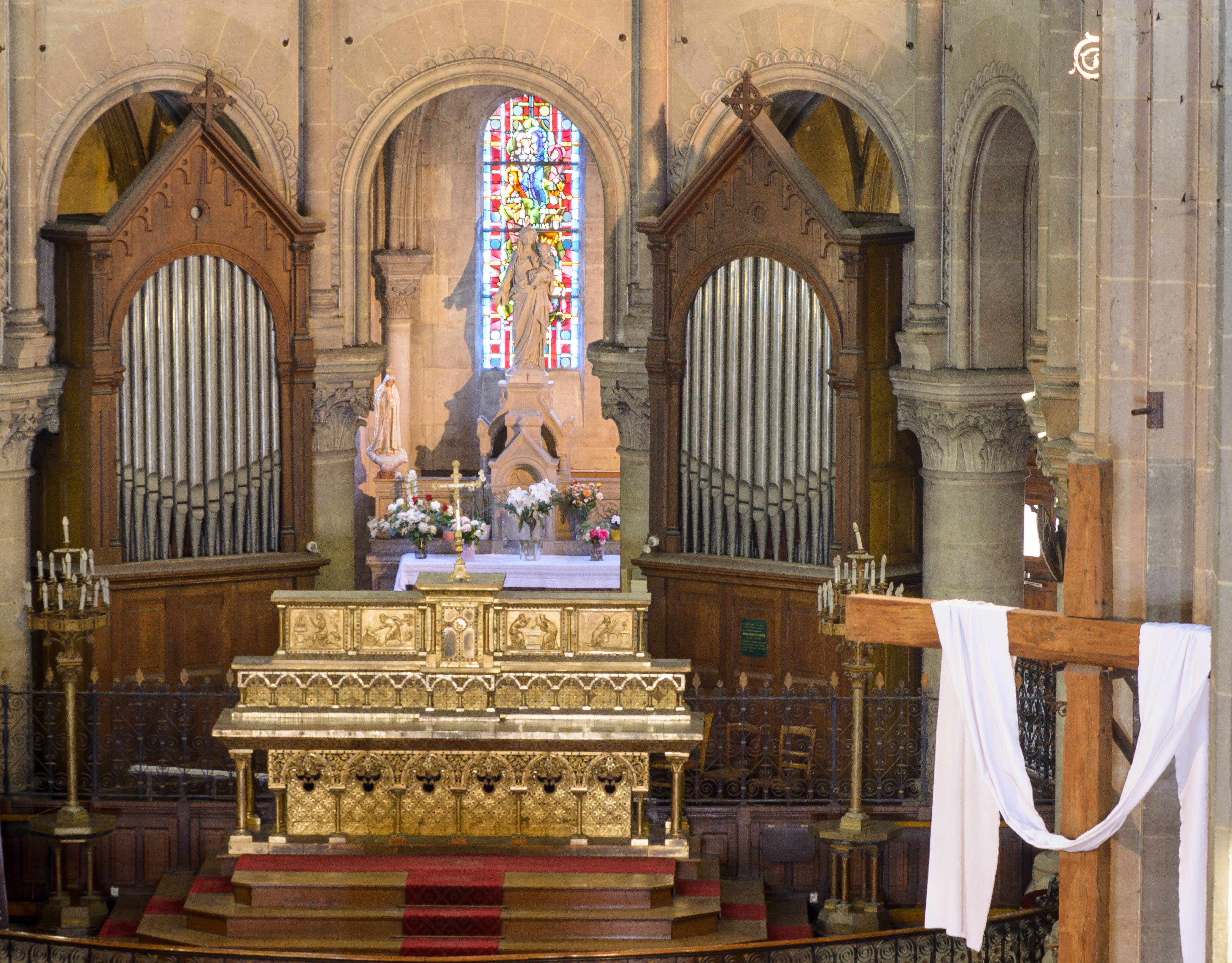
Maître-autel et orgue de chœur.
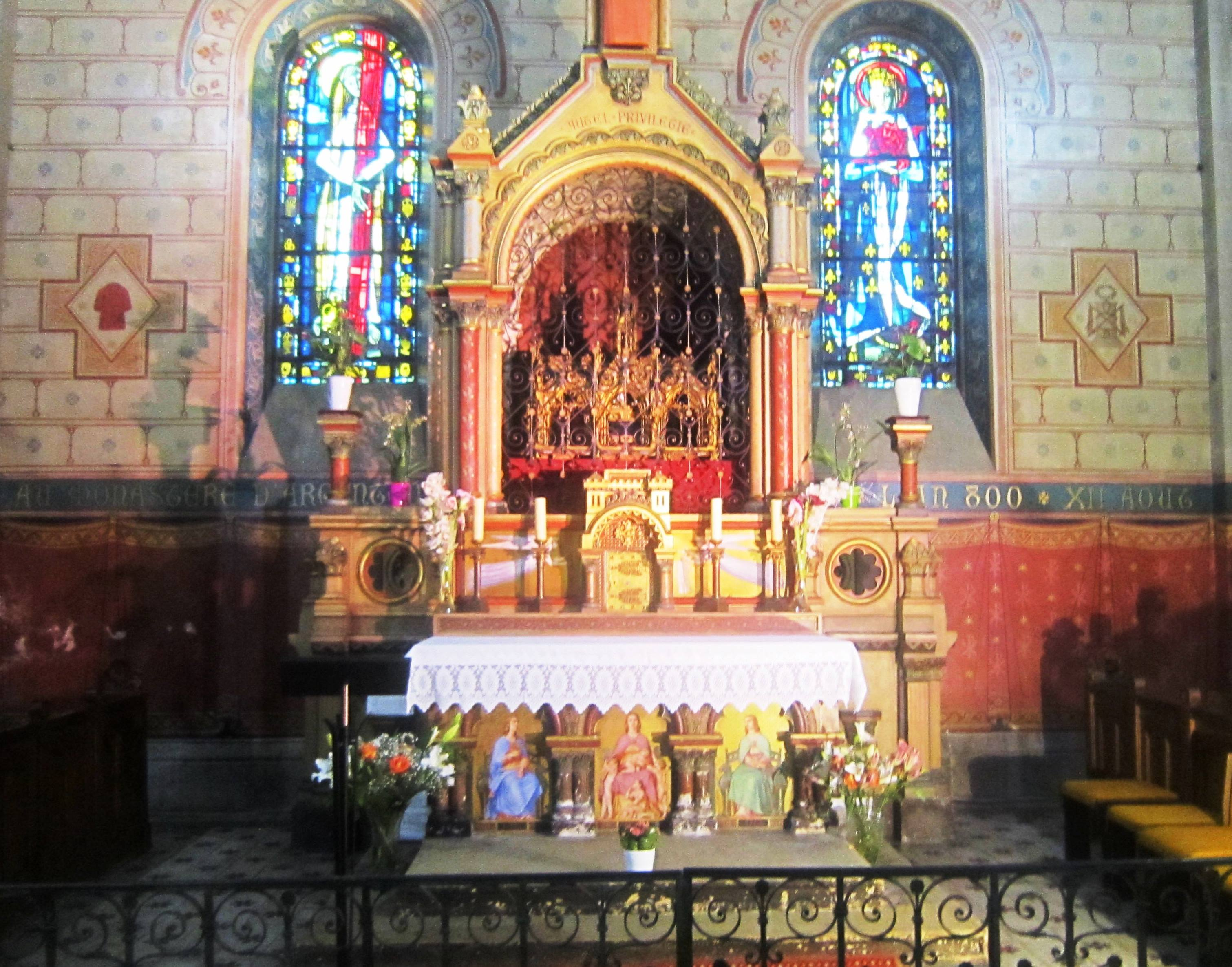
Chapelle de la Sainte Tunique.
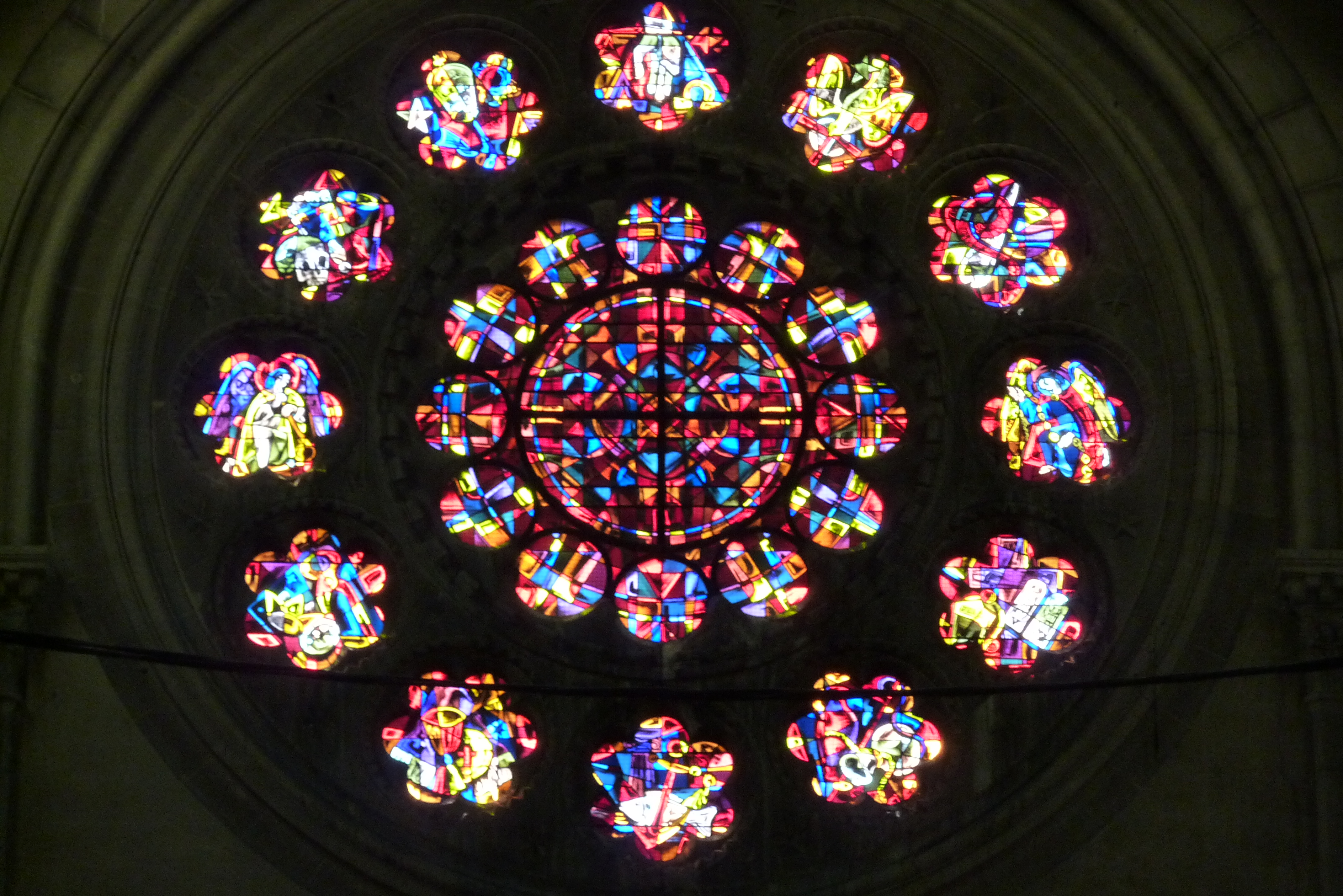
Rosace ouest.

## Les Orgues de la Basilique

### Le Grand orgue

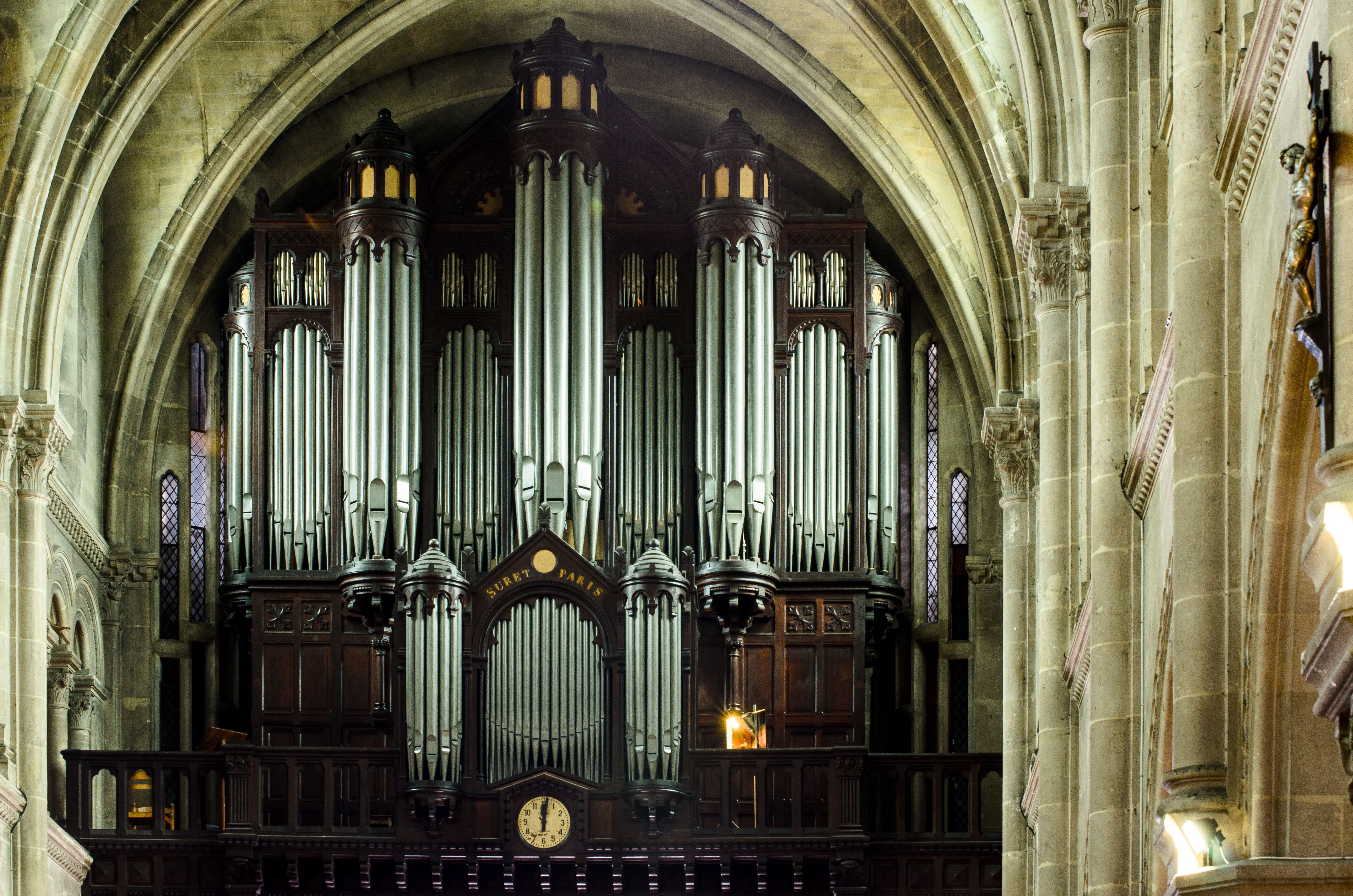

Construit par Marie Antoine Louis Suret en 1867, réutilisant des jeux de l'orgue de l'ancienne église : Bourdons 8, Nasards et Doublettes du Positif et du Grand-Orgue, Prestant, Cornet, Plein-Jeu et 2e Trompette du Grand-Orgue. Ces jeux datent du 17e siècle, à l'exception de la 2e Trompette du Grand orgue, qui était l'ancienne Trompette du Positif, ajoutée en 1841. En 1945, une restauration est effectuée par Jules Bossier. Une demande de classement de l'orgue, intact depuis sa construction, est demandée en 1971 mais n'aboutit pas, et c'est en 1973 que les établissements Danion-Gonzalez agrandissent l'instrument. L'état de l'orgue allant de mal en pis, une restauration est amorcée en 2009 par les établissements Muhleisen.

### L'Orgue de Choeur
Orgue construit par Abbey manifestement à la fin du XIXe siècle (date présumée : 1898), pour une destination inconnue et dans un autre buffet. Installation dans un nouveau buffet dans le chœur de la basilique à une date inconnue (1923 ?). En 1970, Georges Danion opère un relevage au cours duquel il remplace le Salicional du Grand orgue par un Plein-Jeu. À cette modification près, l'orgue est dans son état d'origine.

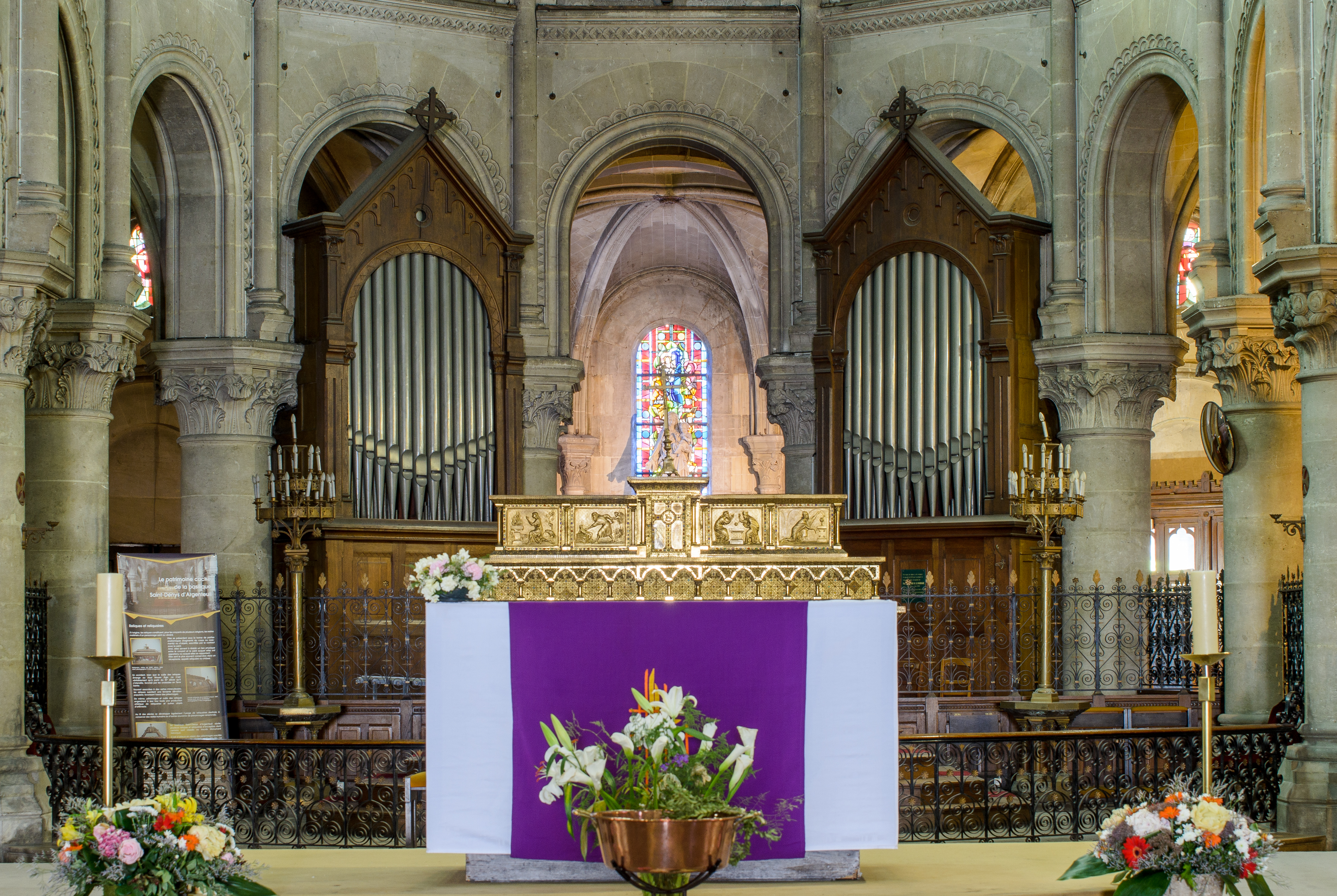

## La sainte Tunique
Le culte de la Sainte Tunique est très présent à Argenteuil. En effet, Charlemagne l'aurait offerte à sa fille, religieuse à Argenteuil ; il l'aurait lui-même reçue d'une impératrice byzantine.